# Hazel Clark
Hazel Clark (née le 3 octobre 1977 à Livingston, New Jersey) est une athlète américaine, spécialiste du 800 m.
Sa meilleure performance est de 1 min 57 s 99, réalisée à Oslo en 2005.
En 2009, elle remporte les Championnats des États-Unis d'athlétisme sur 800 m, à Eugene (Oregon), en 2 min 0 s 79.
C'est la belle-sœur de Jearl Miles-Clark.